# Pic de Dalt de Coma Mitjana
El Pic de Dalt de Coma Mitjana és una muntanya de 2.744,1 m alt situada en el terme comunal de Fontpedrosa, de la comarca del Conflent, a la Catalunya del Nord.
Està situat a prop de l'extrem sud-est del terme comunal, prop del termenal tant amb Mentet, de la comarca del Conflent, com amb Setcases, de la del Ripollès. És al damunt, a ponent, de l'Estanyol de Coma Mitjana, al nord del Pic de Freser i del Pic de l'Infern, al nord-est dels Estanys de la Coma de l'Infern, al sud-est del Pic de Coma Mitjana i a ponent del Pic dels Bacivers de Prats.